# 8106 Carpino
8106 Carpino (1994 YB) là một tiểu hành tinh vành đai chính được phát hiện ngày 23 tháng 12 năm 1994 bởi M. Cavagna và P. Sicoli ở Sormano.